# Torneo de Río de Janeiro 2018
El Rio Open 2018 fue un evento de tenis ATP World Tour de la serie 500 que se disputó en Río de Janeiro (Brasil) entre el 19 y 25 de febrero de 2017.

## Distribución de puntos
| Modalidad            | Campeón | Finalista | Semifinales | Cuartos de final | 2.ª ronda | 1.ª ronda | Clasificados | 2.ª ronda de clasificación | 1.ª ronda de clasificación |
| Individual masculino | 500     | 330       | 200         | 100              | 50        | 0         | 25           | 13                         | 0                          |
| Dobles masculino     | 500     | 300       | 180         | 90               | –         | –         | 45           | 25                         | 0                          |

## Cabezas de serie

### Individuales masculino
| Tenista           | Ranking | Preclasificado |
| Marin Čilić       | 3       | 1              |
| Dominic Thiem     | 6       | 2              |
| Pablo Carreño     | 10      | 3              |
| Albert Ramos      | 21      | 4              |
| Fabio Fognini     | 22      | 5              |
| Diego Schwartzman | 24      | 6              |
| Pablo Cuevas      | 32      | 7              |
| Fernando Verdasco | 40      | 8              |

- Ranking del 12 de febrero de 2018.[2]

### Dobles masculino
| Tenista                           | Ranking | Preclasificado |
| Łukasz Kubot Marcelo Melo         | 2       | 1              |
| Jamie Murray Bruno Soares         | 19      | 2              |
| Juan Sebastián Cabal Robert Farah | 35      | 3              |
| Santiago González Julio Peralta   | 57      | 4              |

## Campeones

### Individual masculino
Diego Schwartzman venció a  Fernando Verdasco por 6-2, 6-3

### Dobles masculino
David Marrero /  Fernando Verdasco vencieron a  Nikola Mektić /  Alexander Peya por 5-7, 7-5, [10-8]